# Манифест хакера
Манифест хакера (англ. Hacker Manifesto, The Conscience of a Hacker) — текст, написанный 8 января 1986 года хакером Лойдом Блэнкеншипом (Loyd Blankenship), более известным как Наставник (англ. The Mentor), после его ареста агентами ФБР. Немного позже этот текст (вскоре ставший программным документом для хакеров всего мира) был включён в седьмой номер электронного журнала Phrack. Автор ярко и красноречиво обозначает основные ценности культуры хакера, а именно: современный мир, наполненный компьютерами и информационными технологиями, не должен строиться на эфемерных ценностях, за которые людей принуждают переплачивать; отрицание любой идентификации в сети - по цвету кожи, по национальности, по полу или возрасту; информация должна распространяться бесплатно и быть доступна каждому, кто имеет навыки и ум, чтобы её - информацию - получить; преследование за эти ценности - является лишь признанием своей некомпетентности и трусости.

## В культуре
В 1995 году отрывок из Манифеста был зачитан в фильме «Хакеры»; этот отрывок был взят из поздней, не совсем верной редакции из журнала 2600. Также манифест воспроизведён внутри коробки компакт-диска компьютерной игры Uplink. В игре Culpa Innata данный документ присылают по почте главной героине в случае, если она откажет дать гражданство одной из иммигранток — бывшей хакерше.